# New Shuttle
Le New Shuttle (ニューシャトル, Nyū Shatoru) est un train sur pneumatiques à trajectoire autoguidée manuellement piloté dans la préfecture de Saitama au Japon. Il est exploité par la compagnie Saitama New Urban Transit.
Le New Shuttle circule sur la ligne Ina qui relie la gare d'Ōmiya (ville de Saitama) à celle d'Uchijuku (ville d'Ina).

## Histoire
Le New Shuttle a été inauguré le 22 décembre 1983 entre Ōmiya et Hanuki. Le 2 août 1990, il est prolongé à Uchijuku, son terminus actuel.

## Caractéristiques

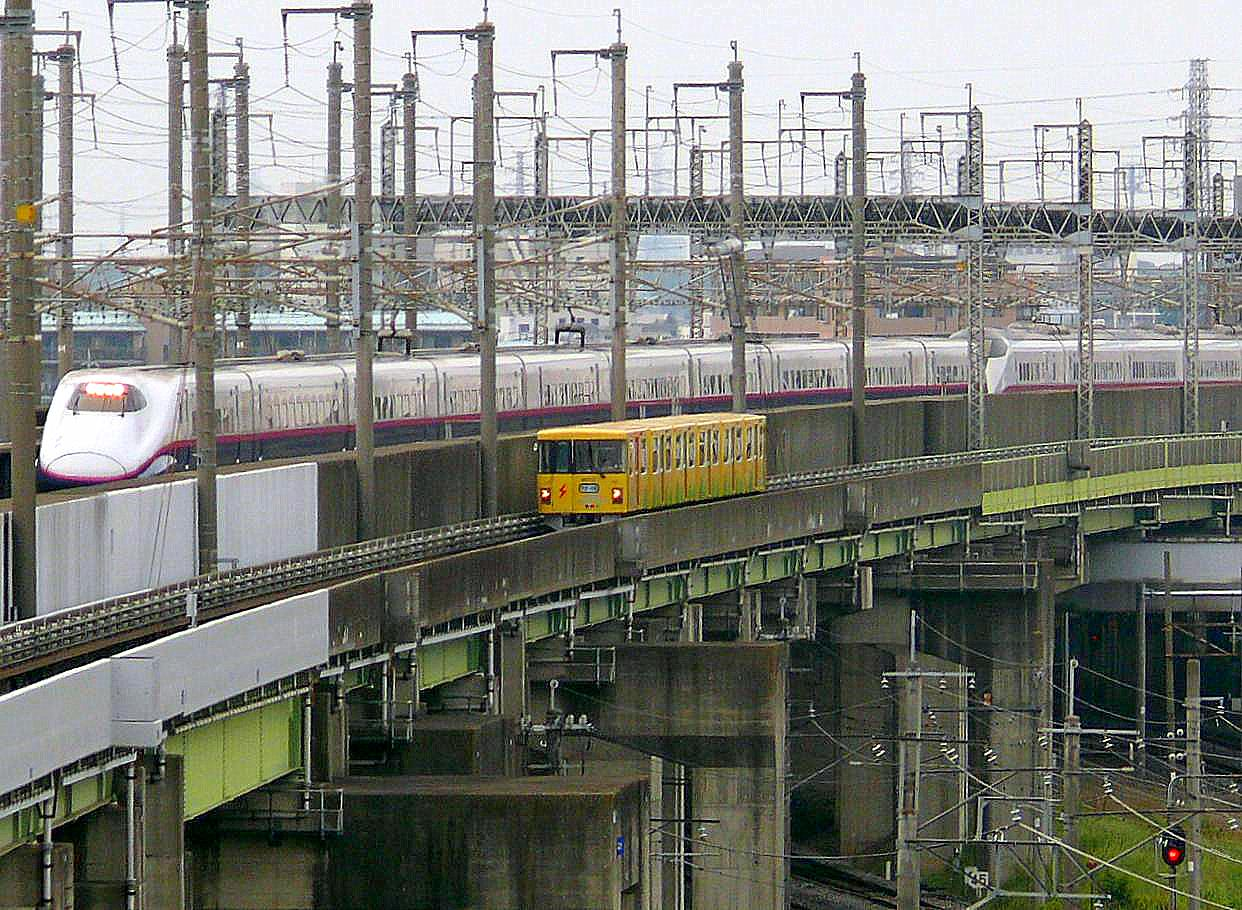
La ligne Ina en parallèle de la ligne Shinkansen Tōhoku.

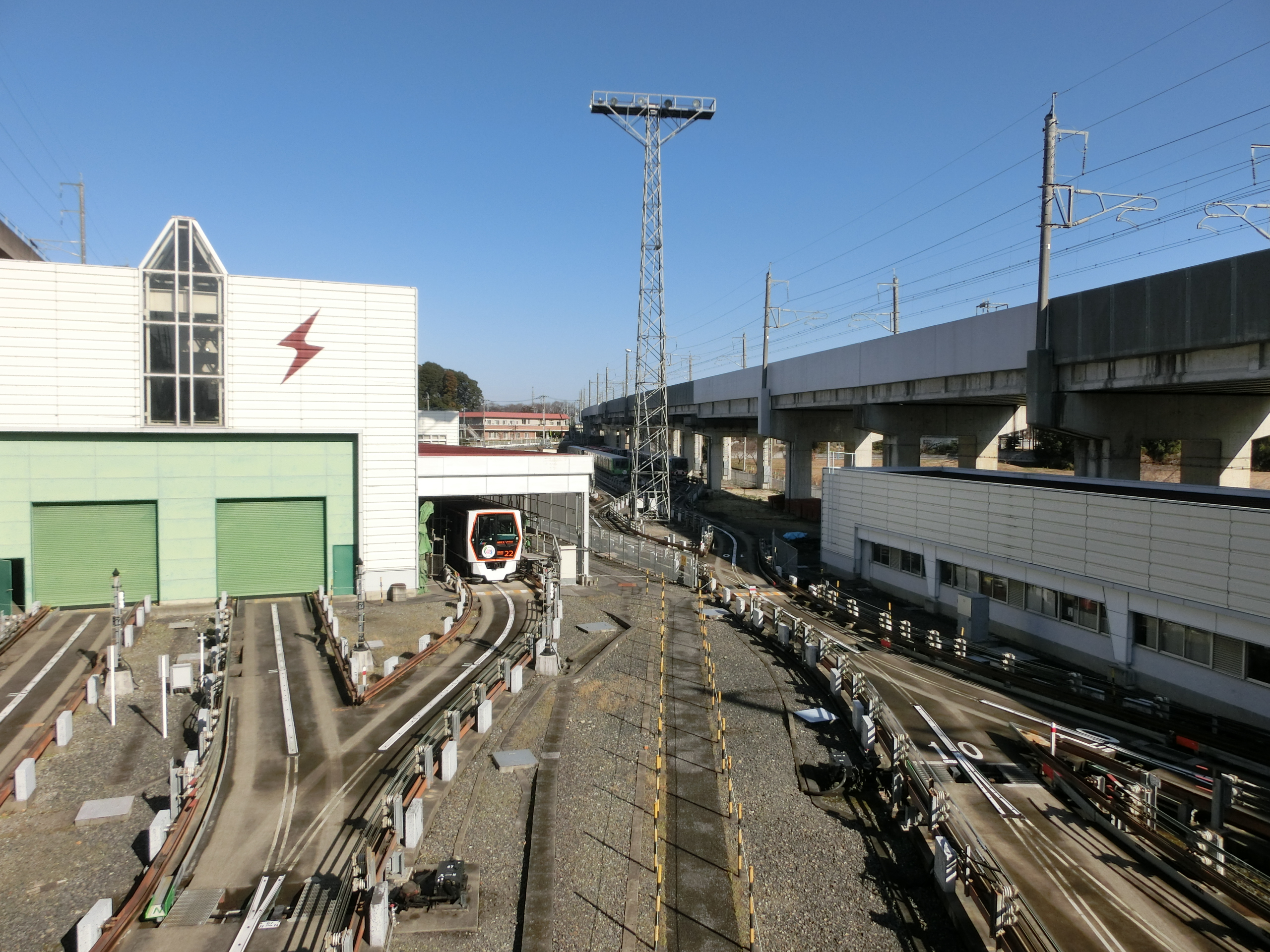
Dépôt de Maruyama.

### Tracé
La ligne Ina (伊奈線, Ina-sen) du New Shuttle, longue de 12,7 km, suit les voies surélevées des lignes Shinkansen Tōhoku puis Jōetsu à partir de la gare d'Ōmiya à Saitama jusqu'à la ville d'Ina. La ligne est à double voie d'Ōmiya à Maruyama et à voie unique de Maruyama à Uchijuku.
|  |

### Liste des stations
La ligne comporte 13 stations.
| Numéro | Station              | Nom japonais | Distance (km) | Correspondances | Ville   |
| ------ | -------------------- | ------------ | ------------- | --- | ------- |
| NS01   | Ōmiya                | 大宮         | 0             | JR East Shinkansen : Akita, Jōetsu, Hokuriku, Tōhoku, Yamagata JR East : Kawagoe, Keihin-Tōhoku, Saikyō, Shōnan-Shinjuku, Takasaki, Utsunomiya Tōbu : Urban Park | Saitama |
| NS02   | Tetsudō-Hakubutsukan | 鉄道博物館   | 1,5           | | Saitama |
| NS03   | Kamonomiya           | 加茂宮       | 3,2           | | Saitama |
| NS04   | Higashi-Miyahara     | 東宮原       | 4,0           | | Saitama |
| NS05   | Konba                | 今羽         | 4,8           | | Saitama |
| NS06   | Yoshinohara          | 吉野原       | 5,6           | | Saitama |
| NS07   | Haraichi             | 原市         | 6,4           | | Ageo    |
| NS08   | Shōnan               | 沼南         | 7,2           | | Ageo    |
| NS09   | Maruyama (ja)        | 丸山         | 8,2           | | Ina     |
| NS10   | Shiku                | 志久         | 9,4           | | Ina     |
| NS11   | Ina-Chūō             | 伊奈中央     | 10,5          | | Ina     |
| NS12   | Hanuki               | 羽貫         | 11,6          | | Ina     |
| NS13   | Uchijuku             | 内宿         | 12,7          | | Ina     |

## Matériel roulant

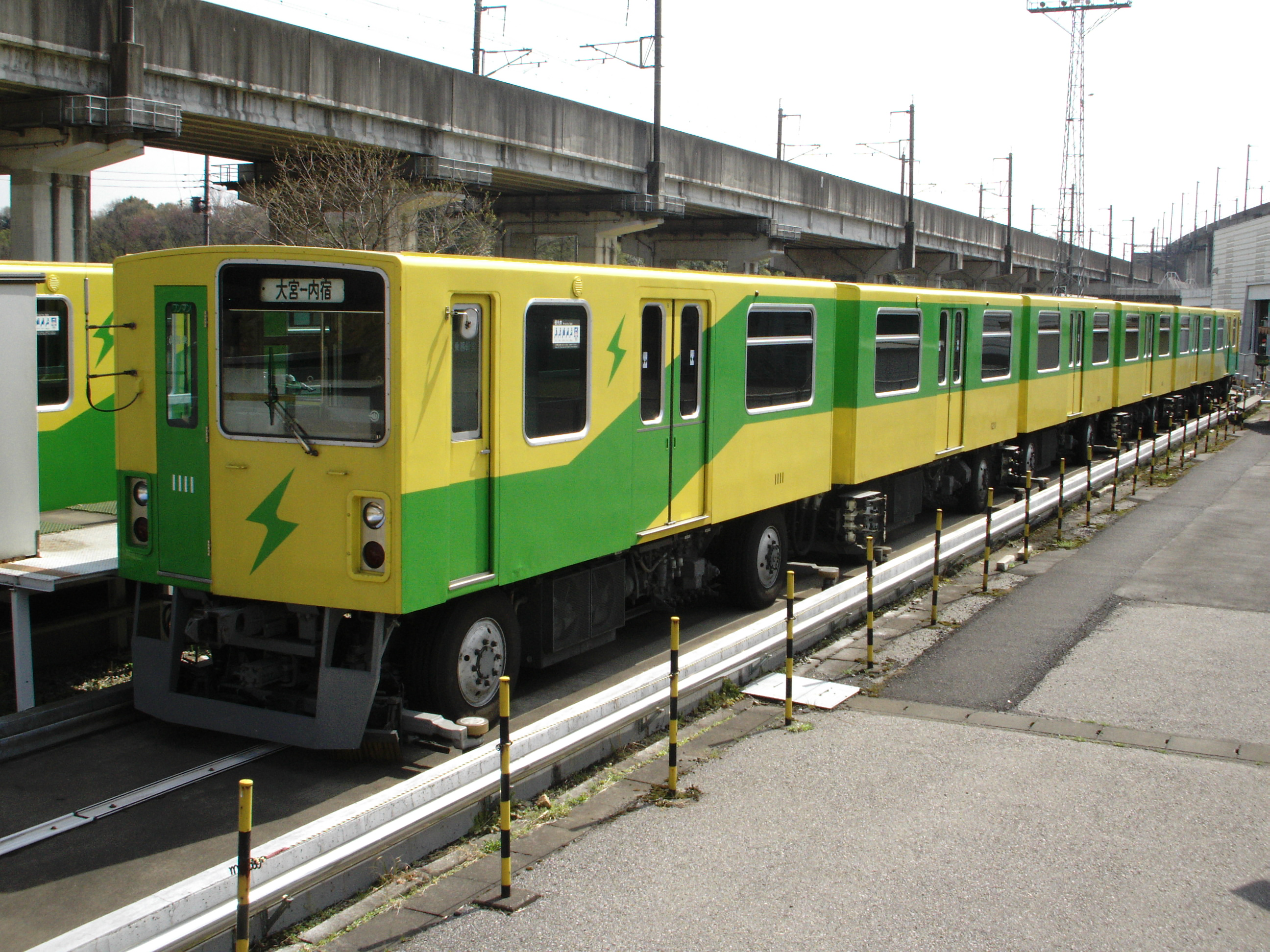
Série 1000 (jusqu'en 2016)
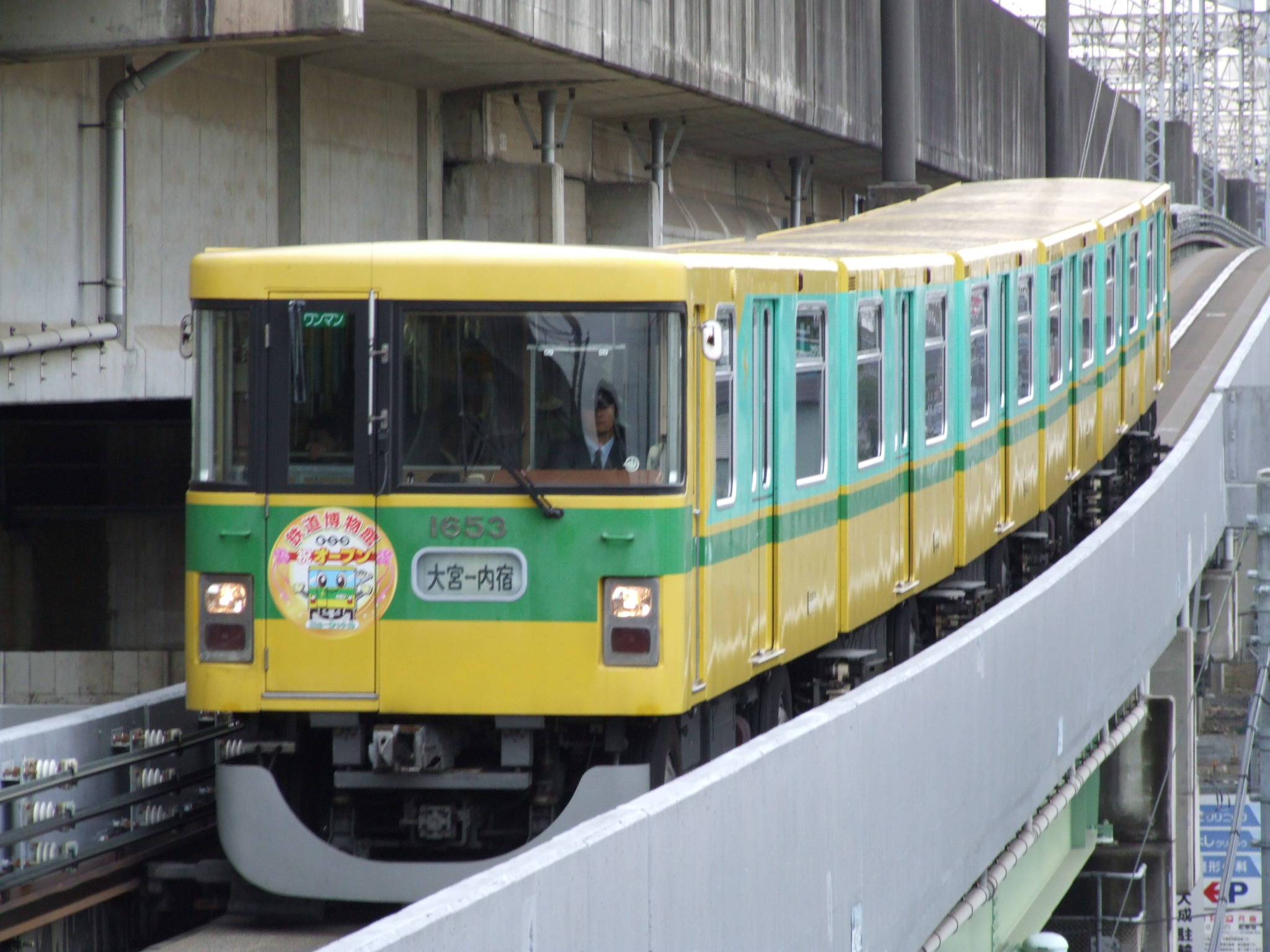
Série 1050
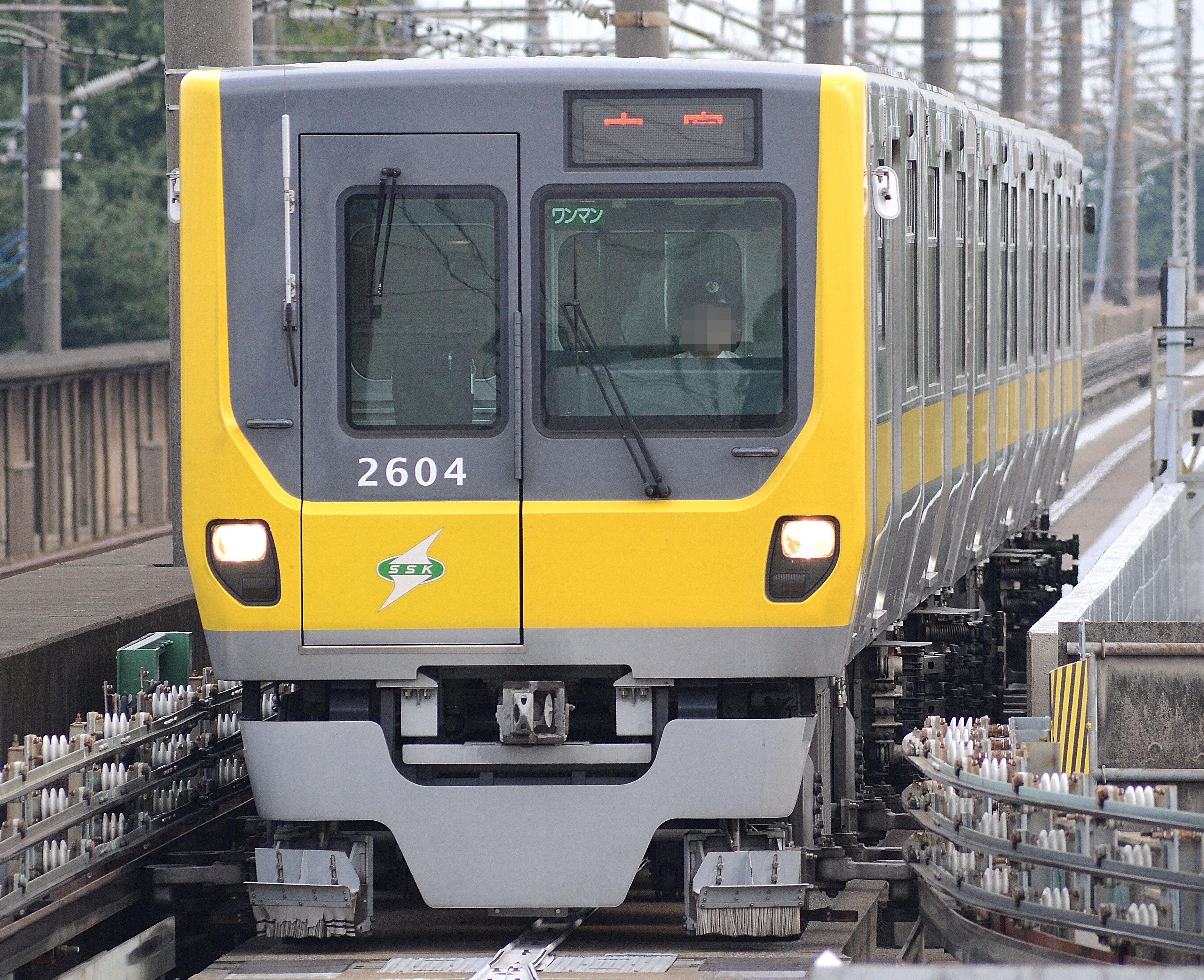
Série 2000
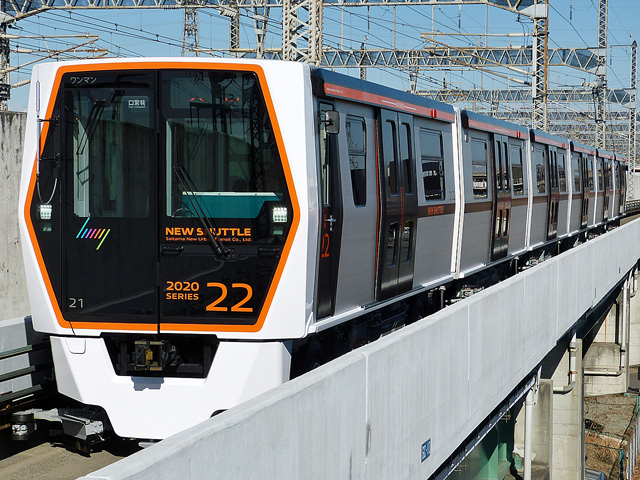
Série 2020